# Тентоку (ненґо)
Тентоку (яп. 天徳 — тентоку, «небесна благодать») — ненґо, девіз правління імператора Японії з 957 по 961 роки.

## Порівняльна таблиця
| Роки Тентоку            | 1    | 2    | 3    | 4    | 5    |
| Григоріанський календар | 957  | 958  | 959  | 960  | 961  |
| Китайський календар     | 丁巳 | 戊午 | 己未 | 庚申 | 辛酉 |